# Remas
Remas är en ort och tidigare kommun i Albanien.   Den ligger i Fier prefektur i den centrala delen av landet, 50 km sydväst om huvudstaden Tirana.
Trakten runt Remas består till största delen av jordbruksmark.  Runt Remas är det ganska tätbefolkat, med 199 invånare per kvadratkilometer.